# Agalychnis hulli
Agalychnis hulli es una especie de anfibio anuro de la familia Hylidae.
Habita en Ecuador y Perú, en la parte alta de cuenca amazónica, hasta los 450 m de altitud. Sus hábitats naturales incluyen bosques tropicales o subtropicales secos y a baja altitud y marismas intermitentes de agua dulce. 